# Закон о восстановлении промышленности (1933)
Национальный закон о восстановлении промышленности (также Закон о восстановлении национальной промышленности; англ. National Industrial Recovery Act of 1933, NIRA или НИРА) — американский законодательный акт, принятый Конгрессом США в период Нового курса — в 1933 году; закон, формально направленный на стимулирование восстановления экономики в период Великой депрессии, разрешал президенту Франклину Рузвельту регулировать как заработную плату, так и цены на промышленные товары. Закон также создал общеамериканскую программу общественных работ, известную как Администрация общественных работ (PWA), и Национальную администрацию восстановления (NRA). Раздел 7 (а) законопроекта, защищавший права профсоюзов на ведение коллективных переговоров, оказался одним из наиболее спорным при принятии — особенно при дискуссии в Сенате. Президент подписал законопроект 16 июня 1933 года. NIRA был объявлен неконституционным Верховным судом в 1935 году и не был заменен иным законопроектом.
Ряд учёных (А. Н. Дугин, К. К. Романенко, П. В. Усанов) считают, что США творчески заимствовали опыт СССР по массовой трудовой мобилизации и государственному регулированию экономики: планирование, жёсткое ограничение конкуренции и репрессии по отношению к бизнесу, «трудовые лагеря» для безработных помогли стабилизировать экономику США в 1930-е годы и создали базу для её мобилизации во время Второй мировой войны.

## Cуть закона
Закон регулировал экономику через несколько программ.
1. Фиксирование максимальной продолжительности трудового дня и недели с оплатой сверхурочных в полуторном размере плюс минимальной зарплаты, стимулирование создания профсоюзов, которые заключали бы коллективные договоры с работодателями с целью прекращения демпинга и вызываемого им снижения оплаты труда, что в масштабе страны снижает потребление. Национальный акт о трудовых отношениях (Закон Вагнера) запрещал преследование профсоюзных лидеров и забастовщиков. В 1935 г. также был принят закон о социальном обеспечении, установивший пенсии для рабочих с 65 лет, пособия по инвалидности и потере кормильца, с формированием фондов социального обеспечения из взносов рабочих и работодателей.
2. Отраслевое деление промышленности на 17 групп, для которых государство регулировало закупочные цены, рынки сбыта, объём продукции, а также заставляло их работать по кодексам честной конкуренции, которых было разработано в первый год 453, через год их стало 750. Кодексы регулировали как крупные промышленные отрасли (однако своеобразно: например, цены на нефть устанавливал лично президент США), так и такие мелочи, как производство собачьего корма и количество девиц, которым разрешено выступать топлес в театральных бурлесках. Закон смягчил действие антитрестовских законов, позволяя компаниям увеличивать их долю рынка при условии, что они не демпингуют.
3. Создание системы малооплачиваемых общественных работ для безработных, используемых на строительстве инфраструктурных и социальных объектов. Создавались также лагеря для безработной молодёжи. Всего общественными работами планировалось охватить 15 млн человек.

## История
Для исполнения закона была создана Национальная администрация восстановления (National Recovery Administration, NRA), которой были делегированы одновременно функции исполнительной, законодательной и судебной власти, с полномочиями блокировать банковские счета и ликвидировать фирмы во внесудебном порядке. Под контроль NRA попали 2,5 млн фирм, в том числе 91 % промышленных, и 22 млн рабочих. Администрация наращивала свои репрессивные штаты на 100 человек в день и обзавелась собственной военизированной службой, подвергавшей малый и средний бизнес неприкрытому террору. Придя в Администрацию, выпускник университета мог получить зарплату 125 долларов в месяц, а всего через он уже мог рассчитывать на 375 долларов, что втрое выше среднестатистической зарплаты в США в тот период — 117 долларов. Недовольным всесилием Администрации ее руководитель генерал Джонсон обещал «заткнуть рот».
При этом применение таких мер, как облавы на предприятиях, арест бухгалтерской отчётности или внезапные налёты на предприятия, чтобы выявить, не работает ли там кто в запретное ночное время, не принесло желаемого результата: если в первом полугодии 1933 года выпуск промышленной продукции вырос на 69 %, то после создания NRA оно снова упал на 25 %.
Многочисленные кодексы в отдельно взятых отраслях (60 в текстильной промышленности, 29 — в бумажной, 56 — в металлургии и т. д.) порождали неразбериху и рост издержек на ведение бизнеса до 40 %. Современник Рузвельта, журналист Джон Флинн писал: «NRA обнаружила, что не может провести в жизнь свои правила. Укреплялся черный рынок. Добиться выполнения норм можно было только самыми жестокими полицейскими методами. В швейной промышленности — вотчине Сидни Хилмена — кодексы внедряли при помощи спецподразделений. Они рыскали по швейному району, как штурмовики. Они могли ворваться на фабрику, выгнать хозяина, выстроить сотрудников в шеренгу, быстро их допросить и забрать бухгалтерские книги. Ночная работа была запрещена. Летучие отряды этих „швейных полицейских“ проходили по району ночью, стучали в двери топорами, ища тех, кто осмелился сшить пару брюк в ночной час. Но чиновники, ответственные за проведение кодексов в жизнь, говорили, что без этих жестких методов не удалось бы добиться их соблюдения, потому что общественность их не поддерживала».
В книге историка Бертона Фолсома приводятся примеры репрессивной политики NRA: портной Якоб Магид был осуждён к тюремному заключению за «демпинг» (он брал за пошив 35 центов вместо 40), владельцы химчистки Сэм и Роза Марковиц из Кливленда, сделавшие скидку клиентам в размере 5 центов, были оштрафованы на 15 долларов, а потом посажены в тюрьму. Подобные случаи вызывали судебные иски предпринимателей, а пресса освещала деятельность аппарата NRA как антиконституционную. Это привело к тому, что в 1935 году Верховный суд единогласно признал NRA неконституционной, после чего судья Луис Брэндейс заявил: «Это конец политики централизации, отправляйтесь к президенту и скажите ему, что мы не собираемся позволить этому правительству централизовать всё». Поскольку Верховный суд в целом признал неконституционными 11 законов Рузвельта, он предпринял атаку на суд, добившись смены двух старых консервативных судей на молодых. После этого высшая инстанция стала гораздо лояльнее, одобряя новые проекты Рузвельта в духе политики NRA.

## Оплата труда
Средняя заработная плата привлечённых на общественные работы в Управлении промышленно-строительными работами общественного назначения(англ. Works Progress Administration, WPA) в 1936 году составляла от 30 до 52 долларов в месяц при средней зарплате в стране 117 долларов в месяц, в самых южных штатах она составляла всего 23 доллара. «Преобладающая» оплата труда чернокожих на юге была заметно ниже: негры, отказавшиеся от частной работы за 3 доллара в неделю, могли быть лишены права на участие в WPA, в то время как белые — нет. Аналогичная разница наблюдалась в шкале заработной платы латиноамериканских женщин на Юго-Западе США: им, как правило, предлагалась только неполная занятость в WPA, чтобы они не получали более высокую заработную плату, чем им был готов платить частный работодатель.
Расходы на бюрократический аппарат WPA съедали 41 % его бюджета, при этом его глава Гарри Гопкинс на вопрос о деятельности управления отвечал: «У меня занято четыре миллиона человек, но, ради Бога, не спрашивайте меня, чем они занимаются». Среди прочих WPA использовала труд безработных для отпугивания воздушными шарами птиц от общественных зданий, каталогизации рецептов приготовления шпината, ловли перекати-поля, написания истории английской булавки.